# Miss America 2003
Miss America 2003 è la settantanovesima edizione del concorso Miss America. Si è tenuto presso il Boardwalk Hall di Atlantic City il 21 settembre 2002. Vincitrice del concorso è risultata essere Erika Harold, rappresentante dell'Illinois.

## Piazzamenti
| Risultato finale  | Concorrente |
| ----------------- | --- |
| Miss America 2003 | - Illinois - Erika Harold |
| 2ª classificata   | - Alabama - Scarlotte Deupree |
| 3ª classificata   | - Oklahoma - Casey Preslar |
| 4ª classificata   | - Nevada - Teresa Benitez |
| 5ª classificata   | - Maryland - Camille Lewis |
| Top 10            | - Connecticut - Tanisha Brito - Massachusetts - Melanie Beth Correia - Mississippi - Jennifer Adcock - New York - Tiffany Walker - Texas - Lisa Dalzell |

### Riconoscimenti speciali
- Talent: Casey Preslar (Oklahoma), Tangra Riggle (Indiana), Camille Lewis (Maryland)
- Swimsuit: Tiffany Walker (New York), Jennifer Adcock (Mississippi), Lauren Davidson (Arkansas)
- Gown: Camille Lewis (Maryland), Shandi Finnessey (Missouri), Alicia Luciano (New Jersey)
- Interview: Teresa Benitz (Nevada), Lisa Dalzell (Texas), Erika Harold (Illinois)

## Le concorrenti
- Alabama - Scarlotte Deupree
- Alaska - Peggy Willman
- Arizona - Laura Lawless
- Arkansas - Lauren Davidson
- California - Jennifer Glover
- Carolina del Nord - Misty Clymer
- Carolina del Sud - Kelly McCorkle
- Colorado - Morgan O'Murray
- Connecticut - Tanisha Brito
- Dakota del Nord - Stacey Thomas
- Dakota del Sud - Vanessa Short Bull
- Delaware - Shoha Parekh
- Distretto di Columbia - Sarah-Elizabeth Langford
- Florida - Katherine Carson
- Georgia - Amy Mulkey
- Hawaii - Kehaulani Christian
- Idaho - Misty Taylor
- Illinois - Erika Harold
- Indiana - Tangra Riggle
- Iowa - Stephanie Moore
- Kansas - Jeanne Anne Schroeder
- Kentucky - Mary Catherine Correll
- Louisiana - Casey Jo Crowder
- Maine - Rachel Wadsworth
- Maryland - Camille Lewis
- Massachusetts - Melanie Correia
- Michigan - Erin Moss
- Minnesota - Allyson Kearns
- Mississippi - Jennifer Adcock
- Missouri - Shandi Finnessey
- Montana - Heather Rathbun
- Nebraska - Krista Knicely
- Nevada - Teresa Benitez
- New Hampshire - Mary Morin
- New Jersey - Alicia Luciano
- New York - Tiffany Walker
- Nuovo Messico - Erin Griggs
- Ohio - Tiffany Haas
- Oklahoma - Casey Preslar
- Oregon - Brita Stream
- Pennsylvania - Autumn Maris
- Rhode Island - Gianine Teti
- Tennessee - Valli Kugler
- Texas - Mary Lisa Dalzell
- Utah - Natalie Johnson
- Vermont - Sarah Jo Willey
- Virginia - Jennifer Pitts
- Virginia Occidentale - Janna Kerns
- Washington - Amanda Beers
- Wisconsin - Jayme Dawicki
- Wyoming - Beth Holland